# St.-Michael-Straße 5 (Magdeburg)

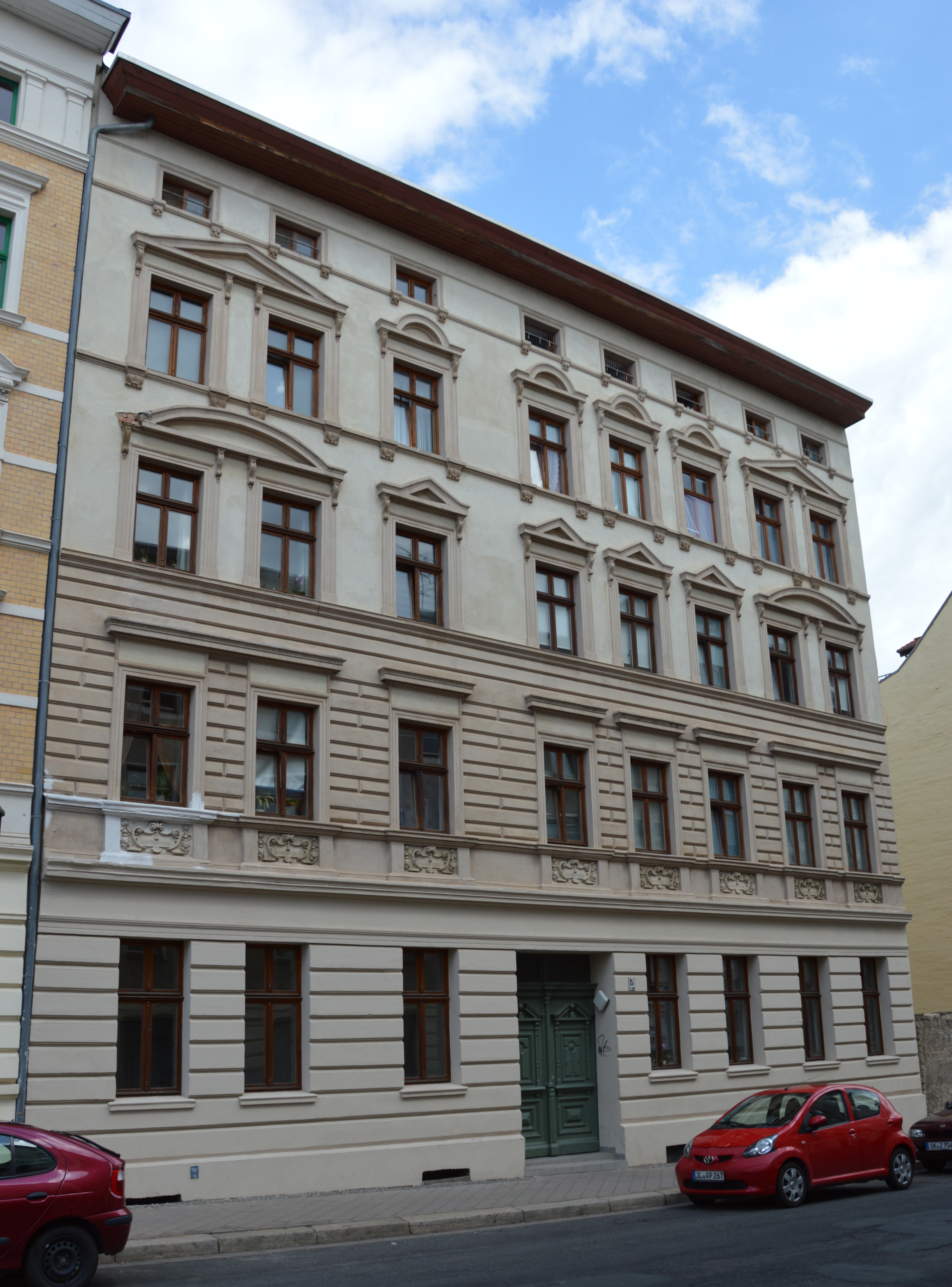
St.-Michael-Straße 5

Das Haus St.-Michael-Straße 5 ist ein denkmalgeschütztes Gebäude in Magdeburg in Sachsen-Anhalt.

## Lage
Es befindet sich auf der Nordseite der St.-Michael-Straße im Stadtteil Sudenburg. Westlich grenzt das gleichfalls denkmalgeschützte Haus St.-Michael-Straße 6 an.

## Architektur und Geschichte
Der viergeschossige, verputzte Bau entstand im Jahr 1886 für den Maurerpolier Gustav Stubbe. Das Gebäude ist im Stil der Neorenaissance gestaltet. Am Erdgeschoss und am ersten Obergeschoss besteht eine die Fassade vertikal betonende Rustizierung. Unterhalb der Fenster des ersten Obergeschosses sind Kartuschen angeordnet. Oberhalb der Fenster des zweiten und dritten Obergeschosses bestehen Dreiecks- bzw. Segmentbogengiebel. Das Haus verfügt über ein Mezzaningeschoss. Das Dach ragt deutlich über.
Gemeinsam mit den Häusern St.-Michael-Straße 6, 10, 13 und 14 gehört es zu den prägnanten Zeugnissen für die gründerzeitliche Bebauung der Straße. Ein besonderer Kontrast ergibt sich zu den kleineren älteren Bauten aus der Mitte des 19. Jahrhunderts.
Im örtlichen Denkmalverzeichnis ist das Wohnhaus unter der Erfassungsnummer 094 76647 als Baudenkmal verzeichnet.